# 桑卡尔纳加尔
桑卡尔纳加尔（Sankarnagar），是印度泰米尔纳德邦Tirunelveli县的一个城镇。总人口5067（2001年）。

## 人口
该地2001年总人口5067人，其中男性2562人，女性2505人；0—6岁人口443人，其中男225人，女218人；识字率82.40%，其中男性为85.28%，女性为79.44%。